# بافل شنوبل
بافل شنوبل (بالتشيكية: Pavel Šnobel)‏ مواليد 28 فبراير 1980 في هافروف، تشيكوسلوفاكيا، هو لاعب كرة مضرب تشيكي بدأ مسيرته كمحترف سنة 1997 يلعب باليد اليسرى. أعلى تصنيف له في الفردي كان المركز الـ 154 في سنة 2009.

## روابط خارجية
- بافل شنوبل على موقع رابطة محترفي التنس (الإنجليزية)
- بافل شنوبل على موقع الاتحاد الدولي لكرة المضرب (الإنجليزية)
- بافل شنوبل على موقع خلاصة التنس.كوم (الإنجليزية)